# Diocesi di Rawson
La diocesi di Rawson (in latino Dioecesis Rausonopolitana) è una sede della Chiesa cattolica in Argentina suffraganea dell'arcidiocesi di Bahía Blanca. Nel 2023 contava 162.173 battezzati su 270.289 abitanti. È retta dal vescovo Roberto Pío Álvarez.

## Territorio
La diocesi comprende sette dipartimenti della provincia del Chubut: Biedma, Florentino Ameghino, Gaiman, Gastre, Mártires, Rawson e Telsen.
Sede vescovile è la città di Rawson, mentre a Trelew si trovano la cattedrale di Santa Maria Ausiliatrice e la curia diocesana.
Il territorio si estende su 95.606 km² ed è suddiviso in 11 parrocchie.

## Storia
La diocesi è stata eretta il 19 ottobre 2023 con la bolla Constantes in exercitatione di papa Francesco, ricavandone il territorio dalla diocesi di Comodoro Rivadavia.

## Cronotassi dei vescovi
Si omettono i periodi di sede vacante non superiori ai 2 anni o non storicamente accertati.
- Roberto Pío Álvarez, dal 19 ottobre 2023

## Statistiche
La diocesi, al momento dell'erezione nel 2023, su una popolazione di 270.289 persone contava 162.173 battezzati, corrispondenti al 60,0% del totale.
| anno | popolazione | popolazione | popolazione | presbiteri | presbiteri | presbiteri | presbiteri                | diaconi | religiosi | religiosi | parrocchie |
| anno | battezzati  | totale      | %           | numero     | secolari   | regolari   | battezzati per presbitero | diaconi | uomini    | donne     | parrocchie |
| ---- | ----------- | ----------- | ----------- | ---------- | ---------- | ---------- | ------------------------- | ------- | --------- | --------- | ---------- |
| 2023 | 162.173     | 270.289     | 60,0        | 14         | 10         | 4          | 11.583                    | 10      | 4         | 7         | 11         |